# 1984 en Belgique
Chronologie de la Belgique
- 1980
- 1981
- 1982
- 1983
- 1984
- 1985
- 1986
- 1987
- 1988

Cette page recense des événements qui se sont produits durant l'année 1984 en Belgique.

## Chronologie
- 19 janvier : José Happart, bourgmestre francophone de Fourons (commune flamande à facilités pour les francophones), refuse de se soumettre à un examen de connaissance du néerlandais.
- 30 janvier : installation du Conseil de la Communauté germanophone.
- 24 février : L'incendie du cinéma Le Capitole à Bruxelles fait 5 morts.
- 3 juin : la SNCB met en place son premier service de trains à horaire cadencé, appelé « plan IC-IR ».
- 6 juin : installation du premier gouvernement de la Communauté germanophone, l'exécutif Fagnoul.

- 2 octobre : attentat des Cellules communistes combattantes, organisation terroriste belge d'extrême gauche, contre la société américaine Litton à Evere.

## Culture

### Architecture

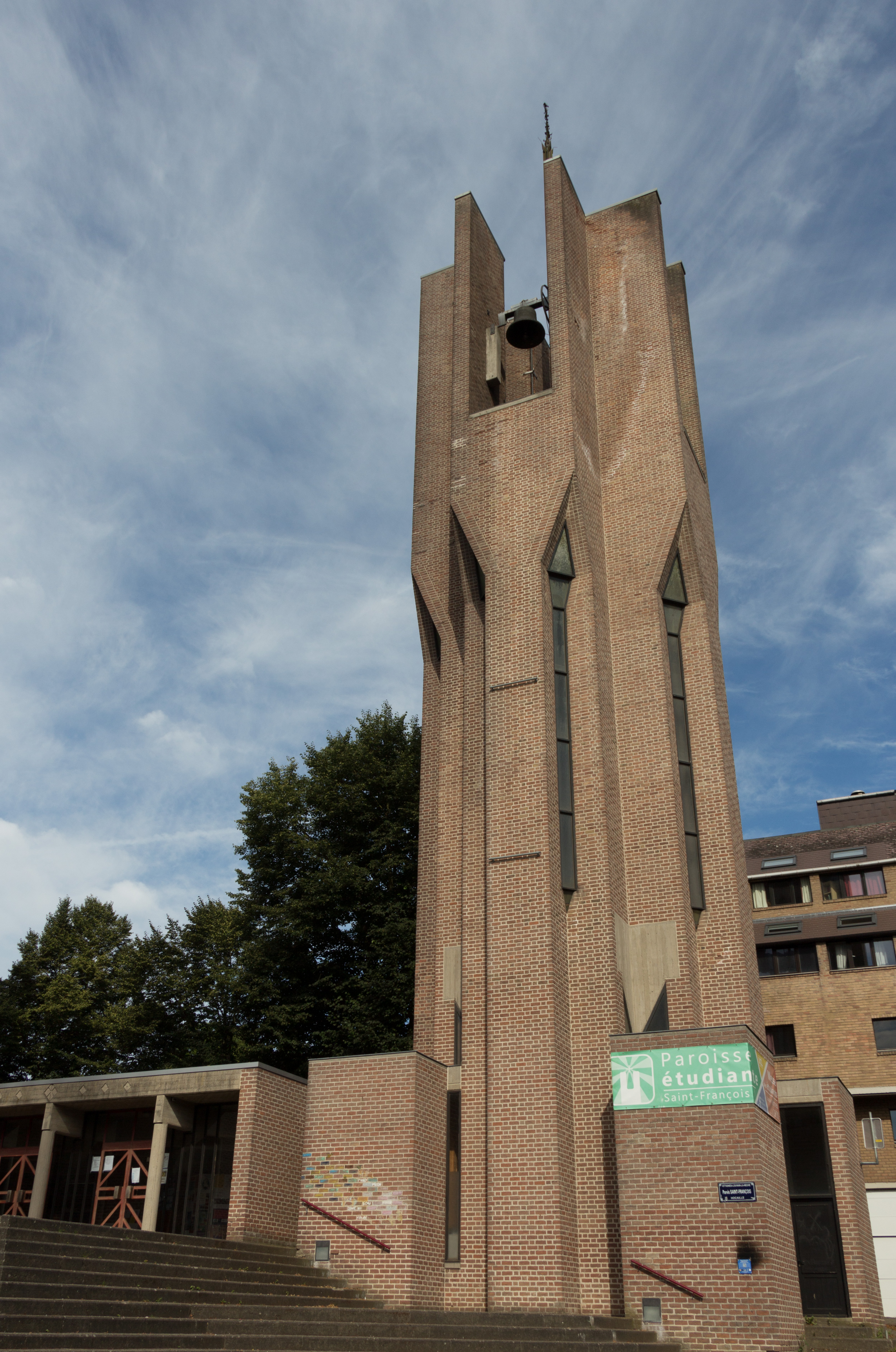
Église Saint-François d'Assise à Louvain-la-Neuve (Jean Cosse)

### Littérature
- Prix Rossel : Jean-Pierre Hubin, En lisière.

## Sciences
- Prix Francqui : Désiré Collen (sciences médicales, KULeuven).

## Naissances
- 23 janvier : Günther Vanaudenaerde, joueur de football
- 13 mars : Steve Darcis, joueur de tennis
- 25 avril : Stijn Vandenbergh, coureur cycliste
- 2 juillet : Maarten Martens, joueur de football
- 2 septembre : Nick Ingels, coureur cycliste
- 6 septembre : Fabio Caracciolo, joueur de football
- 27 septembre : Wouter Weylandt, coureur cycliste (décédé en 2011)
- 14 octobre : Svetlana Bolshakova, athlète belge d'origine russe
- 12 novembre : Sepp De Roover, joueur de football.

## Décès
- 17 janvier : Jacques Dupuis, architecte
- 22 janvier : Chaïm Perelman, philosophe, professeur à l'ULB
- 26 février : Maurice Bologne, homme politique et historien
- 5 mars : Nico Gunzburg, avocat et criminologue
- 16 mars : Charles Héger, homme politique
- 20 mars : Jean De Clercq, joueur de football
- 24 mars : Marie Howet, artiste peintre
- 22 mai : Laurent Grimmonprez, joueur de football
- 14 juin : André Saint-Rémy, homme politique
- 23 juillet : Achiel Buysse, coureur cycliste
- 7 août : Ann Christy, chanteuse
- 31 août : Adolf De Buck, joueur de football
- 16 septembre : Paul Neuhuys, poète et écrivain
- 25 septembre : Bernard Van Rysselberghe, coureur cycliste
- 26 septembre : George Grard, sculpteur
- 29 septembre : Marnix Gijsen, écrivain de langue néerlandaise
- 6 octobre : André van de Werve de Vorsselaer, escrimeur
- 19 octobre : Henri Michaux, peintre et poète français d'origine belge
- 30 octobre : Maurice Delbouille, linguiste, professeur à l'ULg
- 1er décembre : Alfons Schepers, coureur cycliste
- 29 décembre : Marc Dessauvage, architecte.

## Statistiques
- Population totale au 1er janvier 1984 : 9 853 023 habitants[1].